# Evangelische Kirche (Mittel-Seemen)

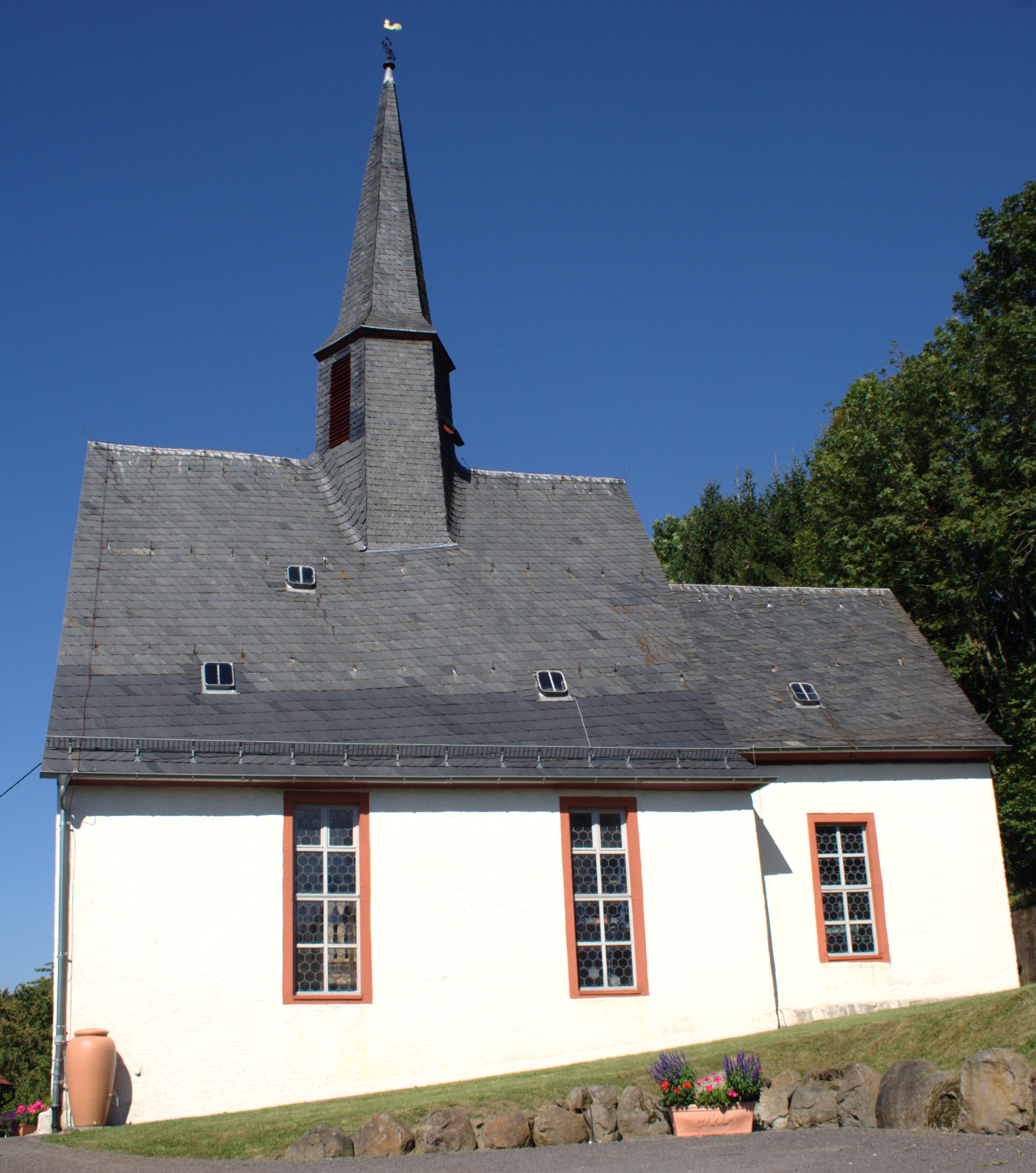
Evangelische Kirche (Mittel-Seemen)

Die Evangelische Kirche Mittel-Seemen ist ein denkmalgeschütztes Kirchengebäude, das in Mittel-Seemen steht, einem Stadtteil von Gedern im Wetteraukreis in Hessen. Die Kirchengemeinde gehört zum Dekanat Büdinger Land in der Propstei Oberhessen der Evangelischen Kirche in Hessen und Nassau.

## Beschreibung
Die geostete Saalkirche wurde im 13. Jahrhundert gebaut und war bis Einführung der Reformation durch die Standesherrschaft Stolberg dem Erzbistum Mainz zugeordnet. Sie wurde im 18. Jahrhundert verändert und im Jahr 1905 wegen Hausschwammbildung umfangreich saniert.
Aus dem Satteldach des schiefergedeckten Kirchenschiffs erhebt sich ein sechseckiger Dachreiter, der mit einem spitzen Helm bedeckt ist. Hinter den Klangarkaden verbirgt sich der Glockenstuhl, in dem drei Kirchenglocken hängen. Unter großen finanziellen Aufwänden der Gemeinde konnte der Erhalt von drei Kirchenglocken erreicht werden, da die Glocken zersprangen und in den beiden Weltkriegen abtransportiert wurden.
Das Kirchenschiff und der eingezogene, rechteckige Chor im Osten, dessen Inneres mit einem Kreuzrippengewölbe überspannt ist, sind mit einem Triumphbogen verbunden, über dem ein stuckierter, barocker Pelikan angebracht ist. Die erste Orgel wurde 1840 über dem Altar im Chor aufgestellt. Sie wurde 1906 durch eine Orgel mit sechs Registern, einem Manual und Pedal von Förster & Nicolaus Orgelbau ersetzt. Mitte der 1960er Jahre wurde sie an einem neuen Platz auf der Westseite der Empore positioniert. Dabei fand man unter dem alten Putz im Altarraum die Reste von Originalmalereien aus dem 13. Jahrhundert. Diese stellen eine Besonderheit für Dorfkirchen im südwestlichen Vogelsberg dar. 
Bei der im Jahr 2005 begonnenen Renovierung der Kirche wurden diese Malereien gereinigt und gesichert. Nach Abschluss aller Renovierungsarbeiten im Innen- und Außenbereich wurde die Kirche am 30. März 2014 wieder eingeweiht.